# 首农食品集团
北京首农食品集团有限公司（英語：Beijing Capital Agribusiness & Foods Group Co.,Ltd.）是一家位于中华人民共和国北京市的国有企业，由北京首都农业集团有限公司、北京粮食集团有限责任公司、北京二商集团有限责任公司三家企业联合重组成立。

## 历史
2009年4月，经北京市人民政府批准，北京市国有资产监督管理委员会决定，对北京三元集团有限责任公司、北京华都集团有限责任公司、北京市大发畜产公司实施重组，成立北京首都农业集团有限公司。
2017年12月经北京市委、市政府批准，由北京首都农业集团有限公司、北京粮食集团有限责任公司、北京二商集团有限公司三家企业联合重组成立。